# Абдулла Юсуф Али
Абдулла Юсуф Али (14 апреля 1872 — 10 декабря 1953) — британо-индийский юрист и учёный. Автор популярного перевода Корана на английский язык, а также ряда книг об исламе.

## Биография
Родился в Бомбее. Его отец Юсуф Али Аллахбукш (умер в 1891 году), который также был известен как Хан Бахадур Юсуф Али, был шиитом ветви Давуди Бохра. Впрочем, он отверг традиционные для Давуди Бохра занятия бизнесом и работал в полиции. После ухода на покой ему за заслуги был дан титул Хан Бахадур.
В детстве Абдулла Юсуф Али посещал школу Анжуман Химаят-уль-ислам, а также миссионерский колледж Уилсона. Помимо этого, он получил религиозное образование и выучил наизусть Коран. Тогда же выучил арабский и английский языки. Затем он сосредоточился на изучении Корана и, в частности, комментариев к нему, начав с написанных в ранний период ислама.
В 1891 году Али поехал в Великобританию для изучения права в колледже Святого Иоанна, он окончил его в 1895 со степенями бакалавра искусств и бакалавра права, и вернулся в Индию. Работал чиновником, получил право на юридическую деятельность. В 1901 году получил степени магистра права и магистра искусств. В 1900 году женился на Терезе Мери Шолдерс (1873—1956), у них было четверо детей: трое сыновей (Эдрис Юсуф Али (1901—1992), Ашгар Блой Юсуф Али (1902—1971), Албан Хайдер Юсуф Али (род.1904)) и дочь (Лейла Тереза Али (род.1906)). Его жена и дети жили в Англии, а сам Абдулла Юсуф Али вернулся в Индию.